# Barringerov krater
Barringerov krater meteoritski je udarni krater. Nalazi oko 69 km istočno od Flagstaffa u blizini Winslowa u Arizoni. Nosi ime po Danielu Barringeru koji je bio koji je spoznao da je krater nastao od udara meteorita.
Krater nije zaštićen kao nacionalni spomenik, jer zemljište nije u vlasništvu države. Zemljište se nalazi u privatnom vlasništvu Barringerove obitelji. Dobio je status Nacionalne prirodne znamenitosti u studenom 1967.
Barringerov krater se nalazi na nadmorskoj visini od oko 1.740 m. Promjer iznosi oko 1.200 m a dubok je oko 170 m. Okružen je prstenom, koji se diže 45 m iznad okolne ravnice. Sredina kratera je ispunjena s 210-240 m prašine i krhotina. Jedna od zanimljivosti kratera je kvadratni oblik, za koji se smatra da je izazvan već postojećim pukotinama na tlu na mjestu udara.

## Nastanak
Udar meteorita se dogodio prije otprilike 50.000 godina. Meteorit imao je promjer od 45 metara i težinu od 300.000 tona. Sastojao se uglavnom od željeza. Udario je brzinom od oko 15-30 km/s. Eksplozija je bila tri puta jača od eksplozije u Tunguski 1908.
U radijusu od četiri kilometra sav život je izginuo.

## Vanjske poveznice
- Službena stranica, engl.
- službena stranica, engl